# Nazionale maschile di pallavolo della Cina
La nazionale maschile di pallavolo della Cina è una squadra asiatica e oceaniana composta dai migliori giocatori di pallavolo della Cina ed è posta sotto l'egida della Federazione pallavolistica della Cina.

## Rosa
Segue la rosa dei giocatori convocati per la Volleyball Challenger Cup 2024.
| N° | Nome          | Ruolo | Data di nascita  | Squadra               |
| -- | ------------- | ----- | ---------------- | --------------------- |
| 2  | Jiang Chuan   | O     | 9 agosto 1994    | JT Thunders Hiroshima |
| 3  | Wang Hebin    | P     | 27 giugno 1999   | Guangdong             |
| 4  | Li Lei        | S     | 23 aprile 2001   | Shandong              |
| 6  | Yu Yuantai    | S     | 3 dicembre 1997  | Suntory Sunbirds      |
| 8  | Wang Dongchen | C     | 1º giugno 2000   | WolfDogs Nagoya       |
| 9  | Li Yongzhen   | C     | 7 agosto 1998    | Zhejiang              |
| 10 | Yang Tianyuan | L     | 28 giugno 1994   | Shanghai              |
| 14 | Zhai Dejun    | S     | 2 gennaio 2000   | Shandong              |
| 15 | Peng Shikun   | C     | 26 agosto 2000   | Shanghai              |
| 16 | Qu Zongshuai  | L     | 20 gennaio 1999  | Shanghai              |
| 17 | Wang Jingyi   | O     | 7 febbraio 1998  | Shandong              |
| 20 | Rao Shuhan    | C     | 23 dicembre 1996 | JTEKT Stings          |
| 22 | Zhang Jingyi  | S     | 20 dicembre 1999 | Belogor'e             |
| 30 | Mao Tianyi    | P     | 2 giugno 1993    | Tianjin               |

## Risultati

### Competizioni FIVB
| 1964 | non qualificata | -            |
| 1968 | non qualificata | -            |
| 1972 | non qualificata | -            |
| 1976 | non qualificata | -            |
| 1980 | non qualificata | -            |
| 1984 | 8º posto        | Convocazioni |
| 1988 | non qualificata | -            |
| 1992 | non qualificata | -            |
| 1996 | non qualificata | -            |
| 2000 | non qualificata | -            |
| 2004 | non qualificata | -            |
| 2008 | 5º posto        | Convocazioni |
| 2012 | non qualificata | -            |
| 2016 | non qualificata | -            |
| 2020 | non qualificata | -            |
| 2024 | non qualificata | -            |

| 1949 | non qualificata | -            |
| 1952 | non qualificata | -            |
| 1956 | 9º posto        | Convocazioni |
| 1960 | non qualificata | -            |
| 1962 | 9º posto        | Convocazioni |
| 1966 | 9º posto        | Convocazioni |
| 1970 | non qualificata | -            |
| 1974 | 15º posto       | Convocazioni |
| 1978 | 7º posto        | Convocazioni |
| 1982 | 7º posto        | Convocazioni |
| 1986 | 12º posto       | Convocazioni |
| 1990 | non qualificata | -            |
| 1994 | 15º posto       | Convocazioni |
| 1998 | 15º posto       | Convocazioni |
| 2002 | 13º posto       | Convocazioni |
| 2006 | 17º posto       | Convocazioni |
| 2010 | 19º posto       | Convocazioni |
| 2014 | 15º posto       | Convocazioni |
| 2018 | 22º posto       | Convocazioni |
| 2022 | 24º posto       | Convocazioni |

| 2018 | 15º posto       | Convocazioni |
| 2019 | 16º posto       | Convocazioni |
| 2021 | non qualificata | -            |
| 2022 | 13º posto       | Convocazioni |
| 2023 | 16º posto       | Convocazioni |
| 2024 | non qualificata | -            |
| 2025 | 8º posto        | Convocazioni |

| 1965 | non qualificata | -            |
| 1969 | non qualificata | -            |
| 1977 | 5º posto        | Convocazioni |
| 1981 | 5º posto        | Convocazioni |
| 1985 | non qualificata | -            |
| 1989 | non qualificata | -            |
| 1991 | non qualificata | -            |
| 1995 | 10º posto       | Convocazioni |
| 1999 | 11º posto       | Convocazioni |
| 2003 | 10º posto       | Convocazioni |
| 2007 | non qualificata | -            |
| 2011 | 11º posto       | Convocazioni |
| 2015 | non qualificata | -            |
| 2019 | non qualificata | -            |
| 2023 | non qualificata | -            |

### Competizioni AVC
| 1975 | 3º posto | Convocazioni |
| 1979 | 1º posto | Convocazioni |
| 1983 | 2º posto | Convocazioni |
| 1987 | 2º posto | Convocazioni |
| 1989 | 3º posto | Convocazioni |
| 1991 | 3º posto | Convocazioni |
| 1993 | 4º posto | Convocazioni |
| 1995 | 2º posto | Convocazioni |
| 1997 | 1º posto | Convocazioni |
| 1999 | 1º posto | Convocazioni |
| 2001 | 4º posto | Convocazioni |
| 2003 | 2º posto | Convocazioni |
| 2005 | 2º posto | Convocazioni |
| 2007 | 4º posto | Convocazioni |
| 2009 | 4º posto | Convocazioni |
| 2011 | 2º posto | Convocazioni |
| 2013 | 3º posto | Convocazioni |
| 2015 | 3º posto | Convocazioni |
| 2017 | 6º posto | Convocazioni |
| 2019 | 6º posto | Convocazioni |
| 2021 | 3º posto | Convocazioni |
| 2023 | 4º posto | Convocazioni |

| 2018 | non qualificata | -            |
| 2022 | non qualificata | -            |
| 2023 | non qualificata | -            |
| 2024 | 5º posto        | Convocazioni |

| 2008 | 3º posto        | Convocazioni |
| 2010 | 2º posto        | Convocazioni |
| 2012 | 1º posto        | Convocazioni |
| 2014 | 5º posto        | Convocazioni |
| 2016 | 2º posto        | Convocazioni |
| 2018 | non qualificata | -            |
| 2022 | 1º posto        | Convocazioni |

### Competizioni estinte
| 1990 | 8º posto        | Convocazioni |
| 1991 | non qualificata | -            |
| 1992 | 7º posto        | Convocazioni |
| 1993 | 7º posto        | Convocazioni |
| 1994 | 10º posto       | Convocazioni |
| 1995 | 11º posto       | Convocazioni |
| 1996 | 6º posto        | Convocazioni |
| 1997 | 10º posto       | Convocazioni |
| 1998 | non qualificata | -            |
| 1999 | non qualificata | -            |
| 2000 | non qualificata | -            |
| 2001 | non qualificata | -            |
| 2002 | 9º posto        | Convocazioni |
| 2003 | non qualificata | -            |
| 2004 | 10º posto       | Convocazioni |
| 2005 | non qualificata | -            |
| 2006 | 13º posto       | Convocazioni |
| 2007 | 9º posto        | Convocazioni |
| 2008 | 7º posto        | Convocazioni |
| 2009 | 13º posto       | Convocazioni |
| 2010 | 15º posto       | Convocazioni |
| 2011 | non qualificata | -            |
| 2012 | non qualificata | -            |
| 2013 | non qualificata | -            |
| 2014 | 23º posto       | Convocazioni |
| 2015 | 24º posto       | Convocazioni |
| 2016 | 19º posto       | Convocazioni |
| 2017 | 17º posto       | Convocazioni |

| 1993 | non qualificata | -            |
| 1997 | 4º posto        | Convocazioni |
| 2001 | non qualificata | -            |
| 2005 | 6º posto        | Convocazioni |
| 2009 | non qualificata | -            |
| 2013 | non qualificata | -            |
| 2017 | non qualificata | -            |

| 2018 | non qualificata | -            |
| 2019 | non qualificata | -            |
| 2022 | non qualificata | -            |
| 2023 | 5º posto        | Convocazioni |
| 2024 | 1º posto        | Convocazioni |